# اوگو گرگورتی
اوگو گرگورتی (ایتالیایی: Ugo Gregoretti؛ زادهٔ ۲۸ سپتامبر ۱۹۳۰ - ۵ ژوئیه ۲۰۱۹) یک کارگردان، هنرپیشه، فیلم‌نامه‌نویس، و نویسنده اهل ایتالیا است.
از فیلم‌ها یا برنامه‌های تلویزیونی که وی در آن نقش داشته است می‌توان به تراس اشاره کرد.

## زندگینامه
اوگو در رم متولد شد و در سال ۱۹۵۳ به شبکه رای رفت در حالی که به عنوان مستندساز و کارگردان کار می‌کرد. در سال ۱۹۶۰ جایزه پمیو ایتالیا را برای یک مستند تلویزیونی برد. در سال ۱۹۶۲ اولین فیلمش را که کمدی درام بود ساخت.
او رئیس تئاتر تورین از سال ۱۹۸۰ تا ۱۹۸۹ بود و در سال ۱۹۹۵ نامزد ریاست آکادمی ملی هنرهای دراماتیک سیلویو دامیکو شد. در سال ۲۰۱۰ برنده جایزه روبان نقره‌ای به پاس یک عمر فعالیت حرفه‌ای شد.